# Women’s Auxiliary Air Force
Die Women’s Auxiliary Air Force (WAAF), deutsch etwa „Frauenhilfsluftwaffe“, war während des Zweiten Weltkriegs ein Teil der Royal Air Force, also der Luftstreitkräfte des Vereinigten Königreichs, der Frauen zugänglich war.

## Geschichte

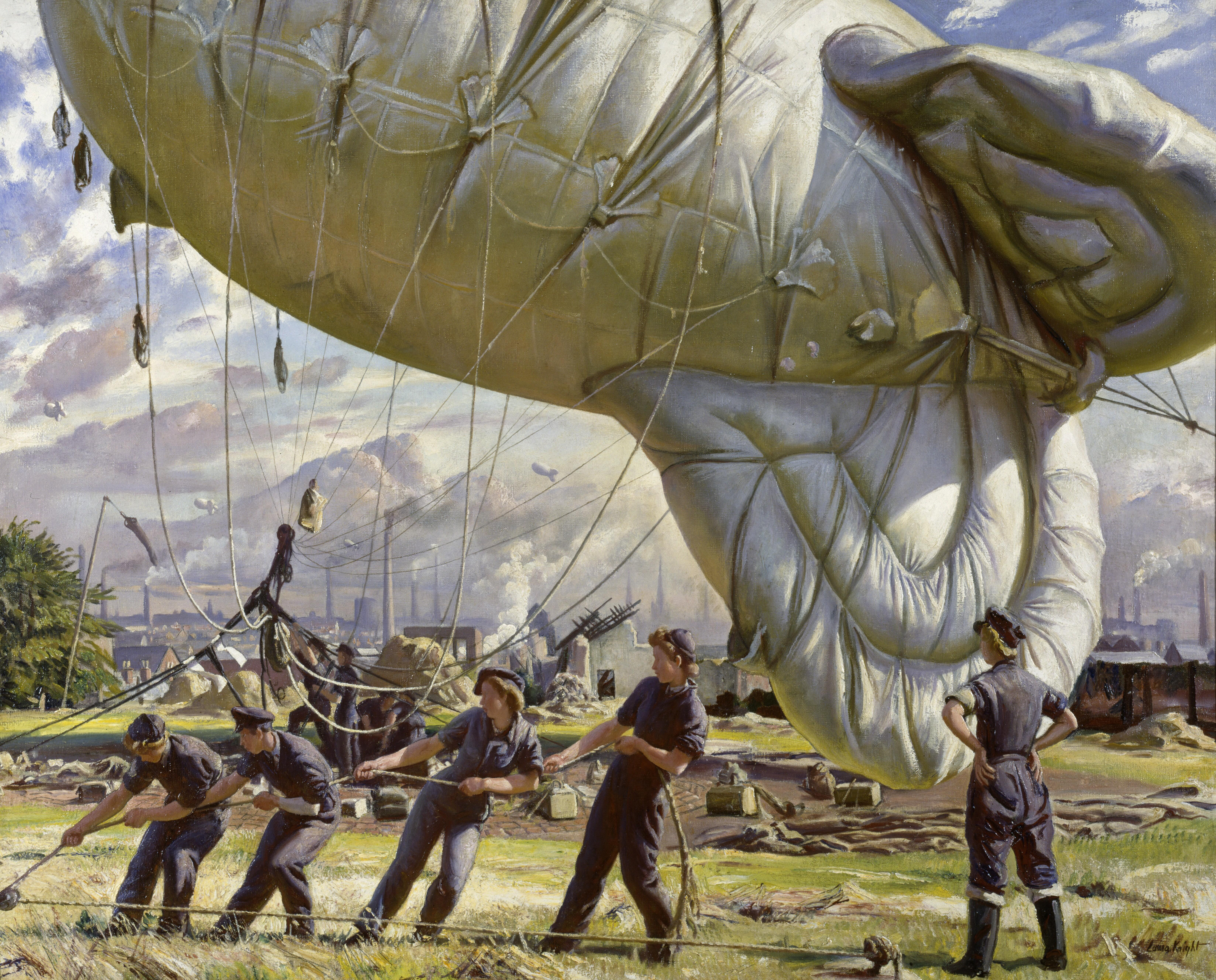
Sperrballonstandort bei Coventry

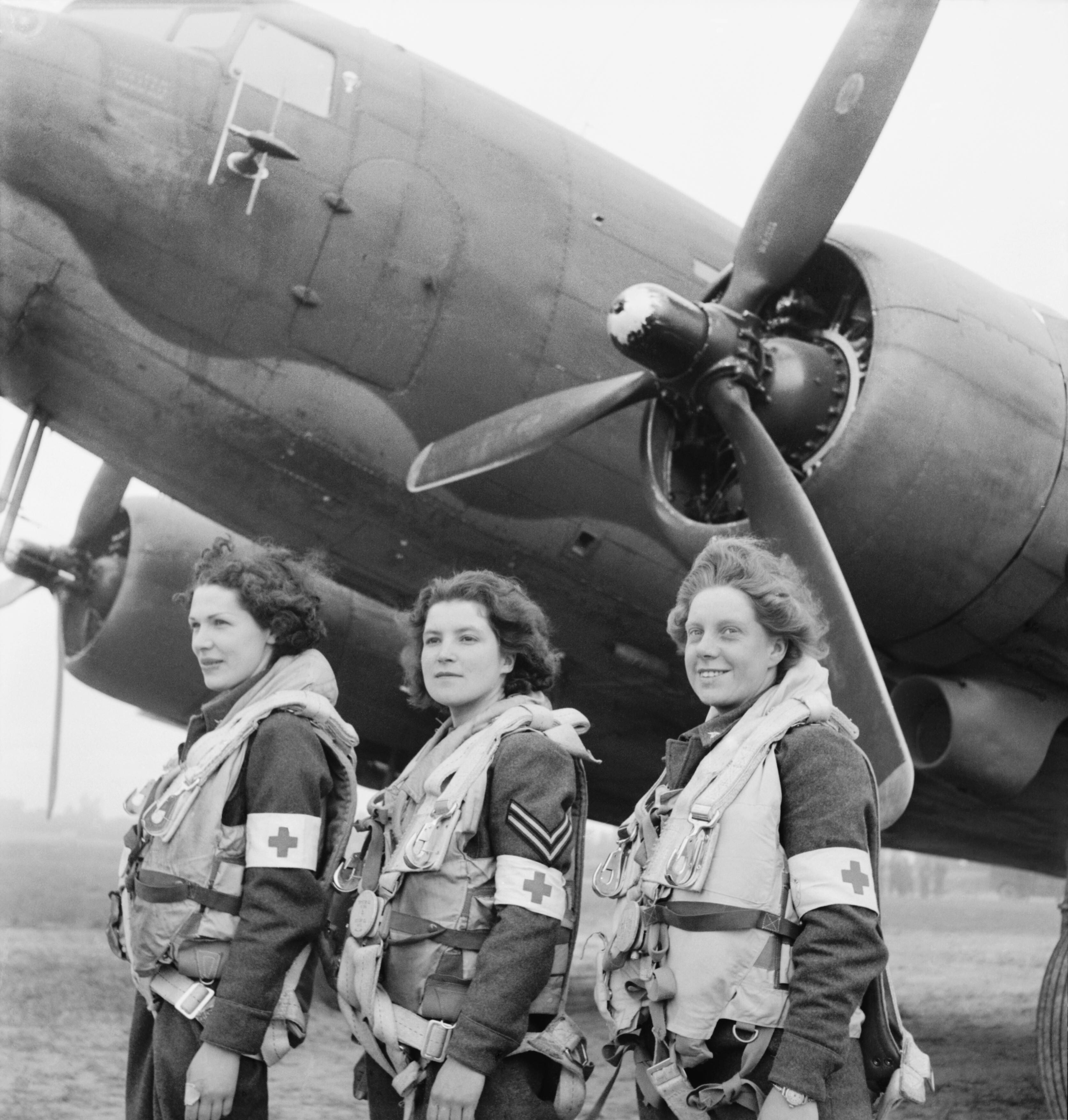
Frauen des WAAF als Sanitäterinnen

Mit Gründung der Royal Air Force (RAF) am 1. April 1918, also noch während des Ersten Weltkriegs, entstand bereits auch eine Women’s Royal Air Force (WRAF). Im Jahr 1920, nach dem Krieg, wurde die WRAF, wie auch andere Frauendiensteinheiten, jedoch aufgelöst. Dann, im Juni 1939, als der Zweite Weltkrieg unmittelbar bevorstand, wurde die Women’s Auxiliary Air Force (WAAF) als neue Einheit für Frauen gegründet.
Die WAAF unterstand der RAF. Die Frauen dienten, anders als bei der Armee, nicht in eigenen weiblichen Einheiten, sondern individuell innerhalb der RAF. Im September 1939 waren es etwa 1500 Frauen. Die Personalstärke wuchs danach schnell und betrug im Jahr 1943 rund 175.000. Die Direktorin der WAAF war Katherine Trefusis Forbes (1899–1971).
Aufgabe der Frauen war zunächst, einfache Arbeiten, wie als Schreibkraft, Küchenhilfe oder Fahrerin auszuüben, um auf diese Weise nach Möglichkeit männliche Kollegen für die Front freizustellen. Im Laufe des Krieges kamen weitere Aufgabenfelder hinzu, wie als Telefonistin, Telegraphistin, Mechanikerin, Elektrikerin, Monteurin, Ingenieurin oder Funkerin, speziell zum Abfangen feindlicher Funksprüche. Frauen werteten Luftbilder aus, lieferten Wetterberichte und arbeiteten in Radarsteuerungsanlagen. Ihre Leistungen speziell während der Luftschlacht um England (Battle of Britain) und später bei der Führung von Nachtjägern gegen deutsche Bomber waren von kriegswichtiger Bedeutung.
Eine der schwierigsten Aufgaben für die Frauen in der WAAF war der Betrieb von Ballonsperren. Dies beinhaltete das Anheben und Absenken der gegen feindliche Bomber gerichteten Ballons. Es gab Zweifel, ob Frauen die nötige Körperkraft und Ausdauer besitzen würden. Immerhin war ein voll aufgeblasener Sperrballon zwanzig Meter lang und neun Meter hoch. Die Frauen meisterten jedoch diese Aufgabe perfekt und betrieben schließlich mehr als tausend über das ganze Land verteilte Sperrballonstandorte.
Einige besonders befähigte Frauen der WAAF wurden in die Sondereinsatztruppe der Special Operations Executive (SOE) übernommen, dort als Agentinnen ausgebildet und in das von den Deutschen besetzte Europa geschickt. Eine von ihnen war Noor Inayat Khan (1914–1944) die unter dem Codenamen „Madeleine“ als Funkerin für die SOE ins besetzte Frankreich ging. Dort wurde sie von der Gestapo gefasst und im September 1944 im KZ Dachau getötet.
Nach der alliierten Invasion in der Normandie (Operation Overlord) weitete sich das Operationsgebiet der WAAF auf immer größere Teile Europas aus, bis es am VE-Day zur bedingungslosen Kapitulation der Wehrmacht kam. Im Jahr 1949 wurde die WAAF in WRAF umbenannt, bekam also ihre ursprüngliche Bezeichnung zurück. Und schließlich 1994 wurde sie vollständig und völlig gleichberechtigt in die RAF integriert.